# Африн
Афри́н (араб. عفرين‎, курд. Efrîn) — город на северо-западе Сирии, расположенный в Западном Курдистане на территории мухафазы Халеб. Административный центр одноимённого района.

## Географическое положение
Город находится в северо-западной части мухафазы, на обоих берегах реки Африн, на высоте 215 метров над уровнем моря.
Африн расположен на расстоянии приблизительно 38 километров к северо-западу от Халеба, административного центра провинции, и на расстоянии 332 километров к северу от Дамаска, столицы страны. Ближайший аэропорт расположен в городе Аазаз.

## Население
По данным последней официальной переписи 1981 года, население составляло 11 914 человек.
Динамика численности населения города по годам:
| 1960 | 1970   | 1981   | 2003   | 2012   |
| ---- | ------ | ------ | ------ | ------ |
| 6330 | 10 074 | 11 914 | 44 121 | 54 451 |

В национальном составе населения преобладают курды, в конфессиональном — мусульмане-сунниты.

## История
В период римского господства в регионе через город была проложена дорога. Во времена османского владычества над Сирией в Африне располагался постоялый двор.
В 1922 году город перешёл под контроль Франции, а в 1946 году стал частью независимой Сирии.
Из-за начавшейся Сирийской революции с 11 июля 2012 года  Африн контролировался курдским ополчением YPG и входил в состав Сирийского Курдистана (Рожавы). В начале сентября 2017 там объявлена «зона деконфликтации». Январь 2018 года — начало турецкой операции «Оливковая ветвь». 18 марта 2018 года Африн перешёл под контроль турецких вооружённых сил и отрядов «Свободной сирийской армии».